# Limită de inflamabilitate
Amestecurile gazelor sau vaporilor combustibili cu aerul pot în anumite condiții să devină explozibile. Limita de explozivitate a unui gaz sau vapori combustibili în aer reprezintă concentrațiile limită ale acestora în amestec cu aerul, pentru care ele pot să se aprindă sau să să facă explozie, adică să constituie o atmosferă explozibilă.

## Limită inferioară și superioară
Intervalul de explozibilitate al unui gaz este delimitat inferior prin limita inferioară de explozibilitate iar în sus de limita superioară de explozibilitate. Limitele de explozibilitate sunt dependente și de factori de mediu, îndeosebi temperatură și presiune. Sub concentrația de limită inferioară amestecul gaz-aer este prea sărac în substanță combustibilă pentru a se putea aprinde sau exploda. Deasupra limitei superioare de explozie, procentul de oxigen nu este suficient de mare pentru a se amorsa o explozie.

## Controlul concentrațiilor explozive
Menținerea pentru siguranță, a concentrației de gaze în afara intervalului de explozibilitate, este o cerință esențială în evitarea exploziilor accidentale. Pentru a ține sub control concentrațiile gazelor, adică în afara stării de explozibilitate, se folosesc gaze neutre ca argonul sau azotul, care prin amestec cu gazele combustibile, asigură scoaterea lor în afara intervalului de explozibilitate. 